# اکستر سلبی
اکستر سلبی (به انگلیسی: Acaster Selby) یک روستا و محله مدنی در بریتانیا است که در Selby واقع شده‌است. اکستر سلبی ۵۶ نفر جمعیت دارد.